# Miguel Bossio
Miguel Ángel Bossio Bastianini (né le 10 février 1960 à Montevideo en Uruguay) est un joueur de football international uruguayen, qui évoluait au poste de milieu de terrain.

## Biographie

### Carrière en club
Avec le club de Peñarol, il remporte deux titres internationaux : une Copa Libertadores et une Coupe intercontinentale.
Avec les clubs de Valence, Sadabell et Albacete, il dispute 181 matchs dans les divisions professionnelles espagnoles.

### Carrière en sélection
Avec l'équipe d'Uruguay, il joue 30 matchs (pour un but inscrit) entre 1983 et 1986. 
Il figure dans le groupe des sélectionnés lors de la Coupe du monde de 1986 organisée au Mexique. Lors du mondial, il joue trois matchs : contre l'Allemagne, le Danemark et enfin l'Argentine.
Il participe également à la Copa América de 1983. L'Uruguay remporte la compétition en battant le Brésil.
Il dispute enfin la Coupe du monde des moins de 20 ans 1979 qui se déroule au Japon, où la sélection uruguayenne se classe 3e du tournoi.

## Palmarès

### Palmarès en club
| Valence - Championnat d'Espagne : - Vice-champion : 1989-90. |  | Peñarol - Championnat d'Uruguay (3) : - Champion : 1981, 1982 et 1985. - Copa Libertadores (1) : - Vainqueur : 1982. - Finaliste : 1983. - Coupe intercontinentale (1) : - Vainqueur : 1982. |

### Palmarès en sélection
Uruguay
- Copa América (1) :
  - Vainqueur : 1983.